# Kanton Sancerre
Der Kanton Sancerre ist seit 1790 ein französischer Wahlkreis im Département Cher und in der Region Centre-Val de Loire. Er umfasst 36 Gemeinden im Arrondissement Bourges. Im Rahmen der landesweiten Neuordnung der französischen Kantone wurde er im Frühjahr 2015 erheblich erweitert.

## Gemeinden
Der Kanton hat 18.143 Einwohner (Stand: 1. Januar 2022) auf einer Gesamtfläche von 687,99 km²:
| Gemeinde                   | Einwohner 1. Januar 2022 | Fläche km² | Dichte Einw./km² | Code INSEE | Postleitzahl |
| -------------------------- | ------------------------ | ---------- | ---------------- | ---------- | ------------ |
| Assigny                    | 152                      | 17,05      | 9                | 18014      | 18260        |
| Bannay                     | 841                      | 25,03      | 34               | 18020      | 18300        |
| Barlieu                    | 336                      | 27,87      | 12               | 18022      | 18260        |
| Belleville-sur-Loire       | 990                      | 11,01      | 90               | 18026      | 18240        |
| Boulleret                  | 1.389                    | 32,71      | 42               | 18032      | 18240        |
| Bué                        | 305                      | 6,30       | 48               | 18039      | 18300        |
| Concressault               | 196                      | 7,45       | 26               | 18070      | 18260        |
| Couargues                  | 197                      | 11,62      | 17               | 18074      | 18300        |
| Crézancy-en-Sancerre       | 425                      | 18,92      | 22               | 18079      | 18300        |
| Dampierre-en-Crot          | 203                      | 22,05      | 9                | 18084      | 18260        |
| Feux                       | 323                      | 27,46      | 12               | 18094      | 18300        |
| Gardefort                  | 126                      | 8,44       | 15               | 18098      | 18300        |
| Jalognes                   | 269                      | 28,09      | 10               | 18116      | 18300        |
| Jars                       | 491                      | 37,34      | 13               | 18117      | 18260        |
| Le Noyer                   | 236                      | 19,98      | 12               | 18168      | 18260        |
| Léré                       | 1.095                    | 15,98      | 69               | 18125      | 18240        |
| Menetou-Râtel              | 463                      | 28,01      | 17               | 18144      | 18300        |
| Ménétréol-sous-Sancerre    | 296                      | 5,67       | 52               | 18146      | 18300        |
| Saint-Bouize               | 258                      | 14,97      | 17               | 18200      | 18300        |
| Sainte-Gemme-en-Sancerrois | 403                      | 14,84      | 27               | 18208      | 18240        |
| Saint-Satur                | 1.410                    | 7,86       | 179              | 18233      | 18300        |
| Sancerre                   | 1.328                    | 16,27      | 82               | 18241      | 18300        |
| Santranges                 | 438                      | 24,31      | 18               | 18243      | 18240        |
| Savigny-en-Sancerre        | 1.111                    | 33,31      | 33               | 18246      | 18240        |
| Sens-Beaujeu               | 403                      | 21,54      | 19               | 18249      | 18300        |
| Subligny                   | 337                      | 17,26      | 20               | 18256      | 18260        |
| Sury-en-Vaux               | 685                      | 15,82      | 43               | 18258      | 18300        |
| Sury-ès-Bois               | 300                      | 31,90      | 9                | 18259      | 18260        |
| Sury-près-Léré             | 656                      | 17,78      | 37               | 18257      | 18240        |
| Thauvenay                  | 319                      | 9,86       | 32               | 18262      | 18300        |
| Thou                       | 78                       | 9,19       | 8                | 18264      | 18260        |
| Vailly-sur-Sauldre         | 649                      | 18,25      | 36               | 18269      | 18260        |
| Veaugues                   | 605                      | 27,92      | 22               | 18272      | 18300        |
| Verdigny                   | 318                      | 4,99       | 64               | 18274      | 18300        |
| Villegenon                 | 215                      | 32,93      | 7                | 18284      | 18260        |
| Vinon                      | 297                      | 18,01      | 16               | 18287      | 18300        |
| Kanton Sancerre            | 18.143                   | 687,99     | 26               | 1816       | –            |

Bis zur landesweiten Neuordnung der französischen Kantone im März 2015 gehörten zum Kanton Sancerre die 18 Gemeinden Bannay, Bué, Couargues, Crézancy-en-Sancerre, Feux, Gardefort, Jalognes, Menetou-Râtel, Ménétréol-sous-Sancerre, Saint-Bouize, Saint-Satur, Sancerre, Sens-Beaujeu, Sury-en-Vaux, Thauvenay, Veaugues, Verdigny und Vinon. Sein Zuschnitt entsprach einer Fläche von 296,78 km2. Er besaß vor 2015 den INSEE-Code 1825.

## Politik
| Vertreter im Departementrat | Vertreter im Departementrat    | Vertreter im Departementrat |
| Amtszeit                    | Namen                          | Partei                      |
| --------------------------- | ------------------------------ | --------------------------- |
| 2001–2011                   | Guy Poubeau                    | UMP                         |
| 2011–2015                   | Michelle Guillou               | DVD                         |
| 2015–                       | Patrick Bagot Michelle Guillou | UD                          |